# Shahrul Amri Suhaimi
Mohd Shahrul Amri Suhaimi (* 2. September 1983) ist ein ehemaliger malaysischer Leichtathlet, der sich auf den Weitsprung spezialisiert hat.

## Sportliche Laufbahn
Erste internationale Erfahrungen sammelte Shahrul Amri Suhaimi vermutlich im Jahr 2001, als er bei den Südostasienspielen in Kuala Lumpur mit 7,36 m die Bronzemedaille im Weitsprung hinter dem Thailänder Nattaporn Namkanha und Joebert Delicano von den Philippinen gewann. 2003 schied er bei den Asienmeisterschaften in Manila mit 7,21 m in der Vorrunde aus und siegte anschließend mit 7,65 m bei den Südostasienspielen in Hanoi. Im Jahr darauf belegte er bei den erstmals ausgetragenen Hallenasienmeisterschaften in Teheran mit neuem Landesrekord von 7,14 m den achten Platz und 2005 wurde er bei den Islamic Solidarity Games in Mekka mit 7,47 m Neunter. Anschließend verpasste er bei den Asienmeisterschaften in Incheon mit 7,23 m den Finaleinzug und sicherte sich dann bei den Südostasienspielen in Manila mit 7,69 m die Silbermedaille hinter dem Philippiner Henry Dagmil. 2006 belegte er bei den Hallenasienmeisterschaften in Pattaya mit 7,33 m den fünften Platz und 2007 gewann er bei den Südostasienspielen in Nakhon Ratchasima mit 7,48 m die Bronzemedaille hinter dem Philippiner Dagmil und dem Thailänder Keeratikorn Janmanee. 2010 bestritt er seine letzten offiziellen Wettkämpfe und beendete daraufhin seine aktive sportliche Karriere im Alter von 27 Jahren.
2004 wurde Suhaimi malaysischer Meister im Weitsprung.

## Persönliche Bestleistungen
- Weitsprung: 7,69 m (−0,1 m/s), 28. November 2005 in Manila
  - Weitsprung (Halle): 7,33 m, 10. Februar 2006 in Pattaya
- Dreisprung: 15,24 m, 11. September 2002 in Kota Bahru